# Хан Брдо
Хан Брдо је насељено мјесто у општини Вишеград, Република Српска, БиХ. Према попису становништва из 1991. у насељу је живјело 8 становника.
Овдје се налази Смрач у Хан Брду.

## Становништво
| Демографија | Демографија | Демографија |
| Година      | Становника  | Становника  |
| ----------- | ----------- | ----------- |
| 1961.       | 28          |             |
| 1971.       | 20          |             |
| 1981.       | 19          |             |
| 1991.       | 8           |             |